# Cappuccio antifumo

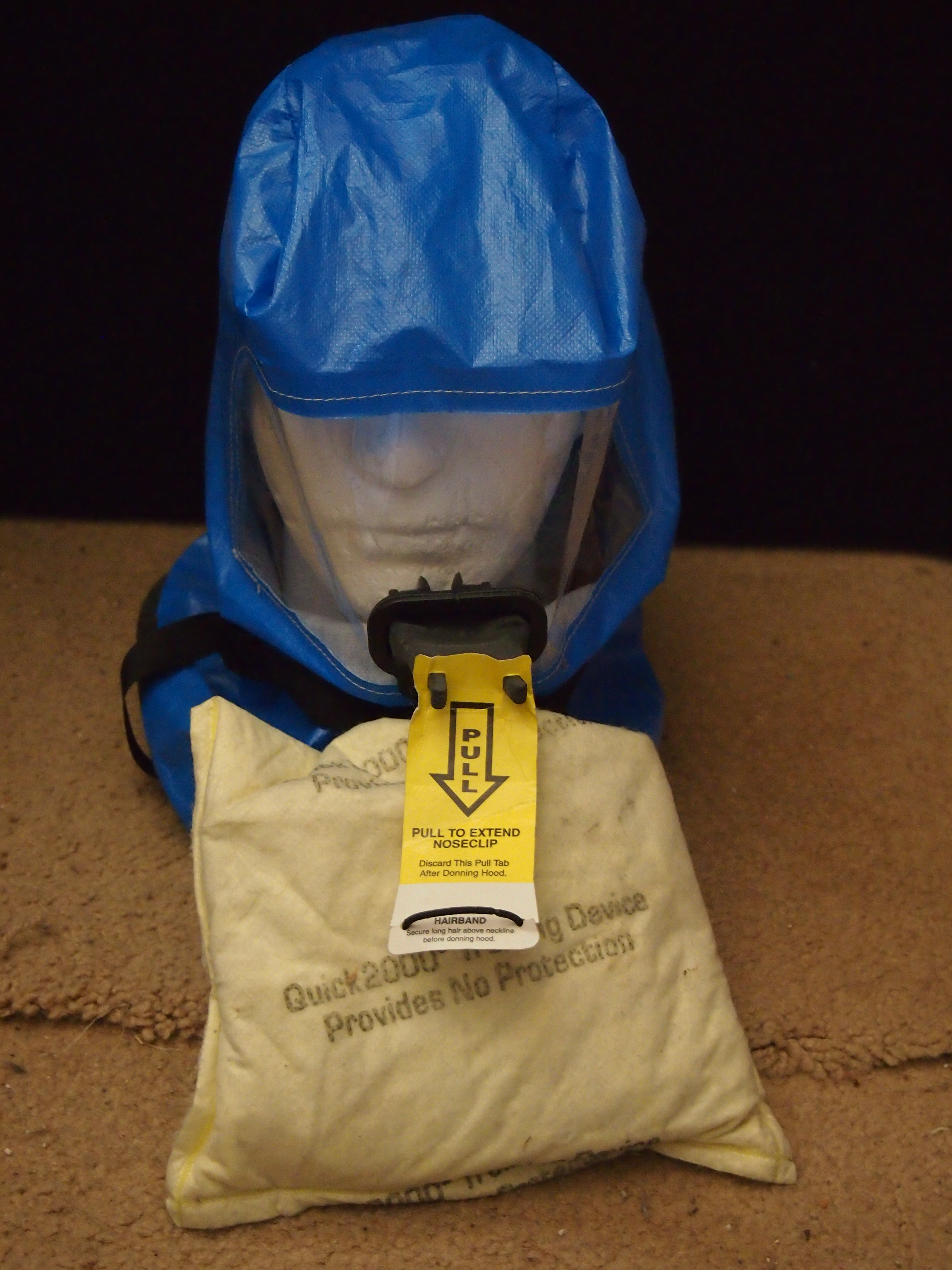

Un cappuccio antifumo è una tipologia di maschera respiratoria a purificatore d'aria fatta a mo' di cappuccio, con una sacca a tenuta ermetica, traslucida, che viene sigillata intorno alla testa di chi la indossa, mentre un filtro dell'aria tenuto in bocca si collega all'atmosfera esterna e viene utilizzato per respirare. 
I cappucci di emergenza per fuga in caso d'incendio hanno lo scopo di proteggere le vittime del fuoco dagli effetti dell'inalazione di fumo.

## Storia
Sebbene il concetto di maschere di filtrazione dell'aria risalga a Plinio il Vecchio, molte prime versioni soffrivano di gravi difetti, tra cui l'incapacità di filtrare adeguatamente o fornire abbastanza aria all'utente o carenze progettuali il che comportava che tali attrezzature erano scomode o difficili da indossare e da usare. 
Il primo noto cappuccio antifumo dal design moderno è stato sviluppata da Garrett Morgan. Brevettato nel 1912, il cappuccio di Morgan rappresentava un significativo miglioramento dell'ingegneria e dell'operabilità dei cappucci o delle maschere da fumo. In parte a causa di problemi razziali negli Stati Uniti all'epoca, Morgan, un afroamericano, e il suo dispositivo rimasero in gran parte non riconosciuti fino al 1916. Durante la costruzione di un tunnel sotto il lago Erie, un'esplosione intrappolò un numero di minatori nel tunnel parzialmente completato e riempì lo spazio di fumi tossici. Due tentativi di salvataggio separati fallirono e le stesse squadre di salvataggio finirono per aver bisogno di essere soccorse. Morgan, insieme a suo fratello e a due volontari, entrò indossando i suoi cappucci antifumo e salvò diversi uomini, il che spinse altri a indossare tali cappucci e ad unirsi al tentativo di salvataggio. Alla fine, i cappucci antifumo di Morgan consentirono il salvataggio di molti dei precedenti soccorritori e permisero a Morgan stesso di fare quattro viaggi nel tunnel, un viaggio che, senza il cappuccio, non sarebbe stato possibile possibile nemmeno una volta. 

## Cappucci antifumo moderni
Cappucci antifumo di alta qualità sono generalmente costruiti con materiale resistente al calore come Kapton e possono resistere a temperature relativamente elevate. La parte più importante di un cappuccio antifumo è il filtro che fornisce protezione dai sottoprodotti tossici della combustione. Virtualmente tutti i design di cappucci antifumo utilizzano una qualche forma di filtro al carbone attivo e filtri al particolato per bloccare i fumi corrosivi come ammoniaca e cloro, oltre ai gas acidi come cloruro di idrogeno e acido solfidrico. La caratteristica distintiva di un cappuccio antifumo efficace è la capacità di convertire il mortale monossido di carbonio nella relativamente innocua anidride carbonica attraverso un processo catalitico. 
Sono inclusi nei kit di preparazione, dopo gli attacchi dell'11 settembre. Liste di preparazione, come quelle presentati da Ready.Gov, spesso consigliano cappucci antifumo, anche se alcune liste usano nomi alternativi. Poiché la maggior parte delle costruzioni moderne contiene materiali che producono fumo tossico o fumi quando vengono bruciati, i cappucci possono consentire alle persone di fuggire in sicurezza dagli edifici quando altrimenti non sarebbe possibile. 

### Cappucci a pressione positiva
I cappucci antifumo presenti sugli aeromobili, chiamati anche dispositivi di protezione respiratoria (o PBE), in genere generano ossigeno da 30 secondi a 15 minuti. L'ossigeno viene mantenuto in un circuito chiuso, di solito grazie a una gancio stretto intorno al collo. Un sistema di lavaggio può essere presente per ridurre i livelli di anidride carbonica ed è traspirante per circa 20 minuti. Al termine della fornitura di ossigeno, il cappuccio inizierà a sgonfiarsi e dovrà essere rimosso per evitare il soffocamento. Questi dispositivi rappresentano un sottogruppo di cappucci antifumo chiamate respiratori a pressione positiva, che impediscono l'ingresso di fumo o gas tossici mantenendo una pressione dell'aria più alta all'interno della maschera che all'esterno. Di conseguenza, qualsiasi perdita provocherà la fuoriuscita di aria fresca dalla maschera, anziché l'ingresso di aria tossica.